# Kárím Márúk
Kárím Márúk (Hassi El Ghella, 1958. március 5. – ) algériai válogatott labdarúgó.

## Pályafutása

### Klubcsapatban
1976 és 1986 között Franciaországban játszott. 1976 és 1979 között az Olympique Lyon, 1979 és 1980 között az Angers SCO, 1980 és 1981 között ismét az Olympique Lyon játékosa volt. Az 1981–82-es szezonban a Tours FC 1982 és 1985 között a Stade Brest együttesében játszott. 1985 és 1986 között a Montpellierben szerepelt. Az 1986–87-es szezonban Spanyolországban játszott a CD Logroñés csapatában. Pályafutása utolsó csapata az MC Orán volt, melynek tagjaként 1988-ban megnyerte az algériai bajnokságot és 1989-ben bejutott a bajnokcsapatok Afrika-kupájának a döntőjébe.

### A válogatottban
1982 és 1986 között 22 alkalommal szerepelt az algériai válogatottban és 3 gólt szerzett. Részt vett az 1982-es és az 1986-os világbajnokságon,illetve az 1982-es és az 1986-os afrikai nemzetek kupáján.

## Sikerei, díjai
MC Orán
- Algériai bajnok (1): 1987–88
- Bajnokcsapatok Afrika-kupája döntős  (1): 1989